# Албемарлские поселения
Албемарлские поселения (англ. Albemarle Settlements) — первые постоянные английские поселения на территории современного американского штата Северная Каролина, основанные в районе залива Албемарл и реки Роанок в середине XVII века. Регион был заселён в основном переселенцами из Виргинии.

## История
В 1653 году Ассамблея Виргинии предоставила Роджеру Грину и 100 жителям виргинского округа Нансемонд участок земли в 10 000 акров на реке Роанок к западу от реки Чован. В 1662 году Джордж Дюрант, вошедший в историю как «отец Северной Каролины», приобрёл земли у индейцев в этом регионе, есть свидетельства того, что другие сделали то же самое. В 1665 году была выдана новая хартия, по которой Албемарлские земли были включены в состав частной колонии Каролина. В 1664 году в районе залива Албемарл было учреждена колониальная администрация; и в течение десятилетия её власть простиралась на земли от реки Чован до залива Карритак, известные как округ Албемарл (англ. Albemarle County).
Во время Восстания Бэкона в 1676 году Албемарлские поселения предложили помощь и убежище повстанцам. Базы повстанцев были в основном к югу от реки Джеймс, района, связанного с Албемарлскими поселениями дорогами и реками. Дорога соединяла «южную Виргинию» с Идентоном в Северной Каролине, огибая край болота Грейт-Дисмал. Ещё один маршрут пролегал по реке Блэкуотер, которая с юга Виргинии текла на юг к реке Чован.
Граница между Виргинией и Северной Каролиной была неопределенной до тех пор, пока в 1728 году под руководством Уильяма Бэрда II не было проведено исследование, которое он описал в своей книге «История разделительной линии между Виргинией и Северной Каролиной». До тех пор, многие поселенцы не знали, были ли их земли в Виргинии или Северной Каролине.